# Amir Haddad
Laurent Amir Khlifa Khedider Haddad (en llengua hebrea לורן עמיר חליפה חדידר), nascut el 20 de juny de 1984 a París, França, però més conegut simplement per Amir, és un cantautor i intèrpret franco-israelià. És conegut internacionalment per haver representat França al Festival d'Eurovisió 2016 però, a nivell de l'estat francès, per haver participat en el concurs de talents The Voice. Al Festival d'Eurovisió quedà en 6è lloc, un rècord per un país que portava prop de 8 anys sense arribar més enllà del 7è lloc.

## Biografia
Neix a París el 20 de juny del 1984 d'un pare d'origen tunisià i una mare jueva d'origen hispanomarroquí. Als 8 anys els pares decidiren portar-lo a Israel fins que l'any 2006 aconseguí destacar allà mateix gràcies a la seva participació en el programa de talents Pop Idols (en la seva versió israeliana: Kokhav Nolad). El mateix any el cantant va decidir iniciar estudis per esdevenir dentista a la universitat hebraica de Jerusalem. Paral·lelament, però, continuà amb la carrera musical. El 2011 treu al mercat el seu primer àlbum "Vayehi".

## The Voicefrancès
L'agost del 2013 es presentà al càsting del programa de telerealitat The Voice a França. Aconsegueix passar les diferents etapes fins a acabar finalista. No guanya el programa, però en canvi, sí que aconsegueix preparar el seu primer àlbum professional.

## Eurovisió 2016

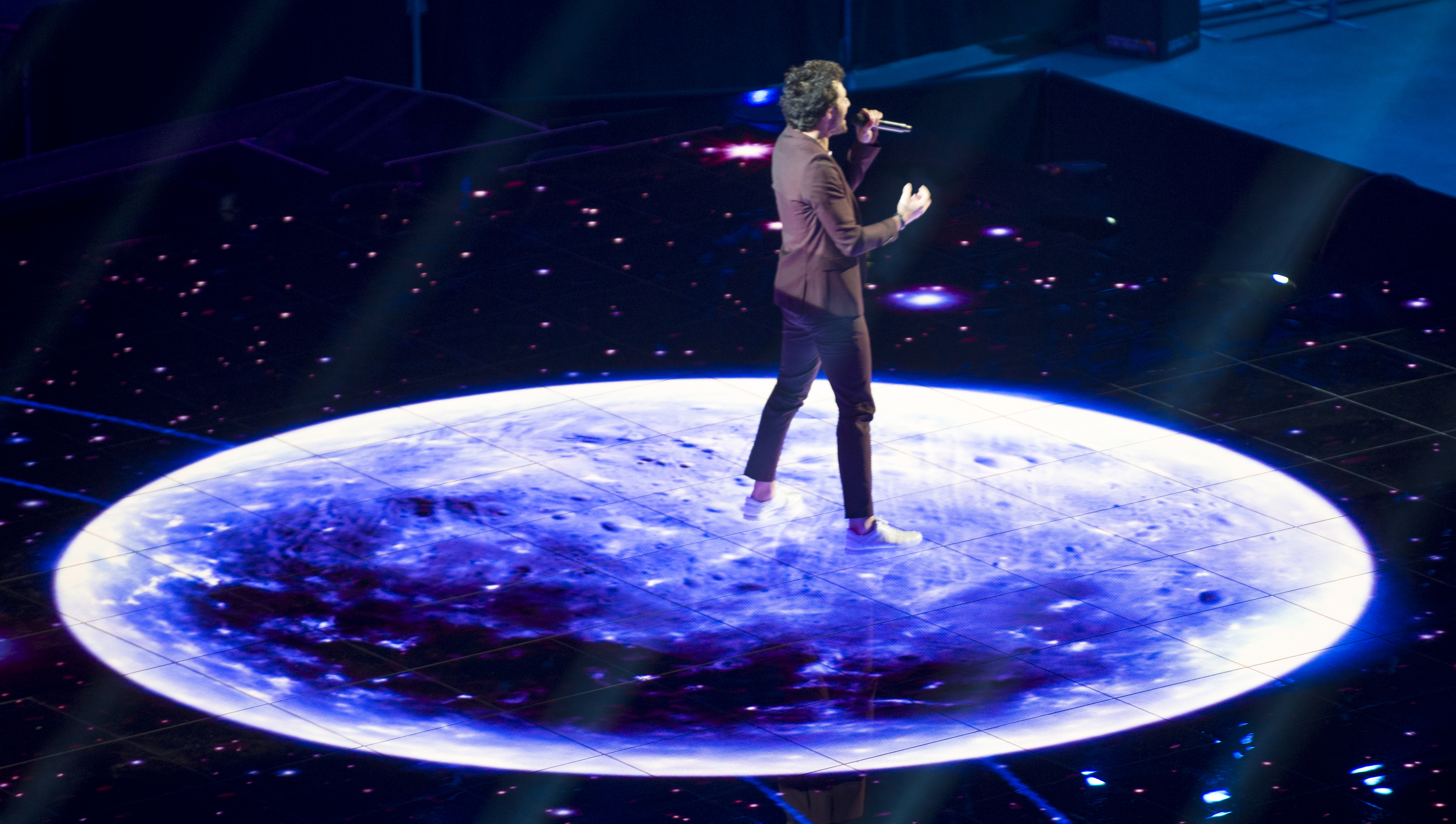
L'Amir cantant a l'escenari d'Eurovisió.

Amir és triat per la televisió francesa pública France 2 per representar França al Festival d'Eurovisió per al 2016 amb la cançó "J'ai cherché" (Vaig buscar). Va aconseguir el sisè lloc a la final i, gràcies a això, la seva carrera musical es va projectar a França. El país portava prop de 8 anys sense tocar el pòdium, de fet els fracassos a Eurovisió havien fet baixar les audiències. Per tot plegat, el cantant és ben acceptat per les radiofórmules. La cançó amb què va participar en Eurovisió va ser fins i tot traduïda en castellà, "Yo Busqué".